# Лавров, Сергей Степанович
Сергей Степанович Лавров — гвардии лейтенант Вооружённых Сил СССР, участник войны в Афганистане, погиб при исполнении служебных обязанностей, кавалер ордена Красной Звезды (посмертно).

## Биография
Сергей Степанович Лавров родился 2 июня 1961 года в городе Магнитогорске Челябинской области. В 1978 году окончил среднюю школу № 69 в городе Челябинске. В августе 1982 года Лавров был призван на службу в Вооружённые Силы СССР. Первоначально служил в Киевском военном округе, в одной из частей, расквартированных в городе Кременчуге Полтавской области Украинской ССР.
4 сентября 1983 года Лавров был направлен для дальнейшего прохождения службу в Демократическую Республику Афганистан, в состав ограниченного военного контингента. Командовал автомобильным взводом, позднее стал заместителем командира автомобильной роты 56-й гвардейской отдельной десантно-штурмовой бригады. Много раз принимал участие в боевых операциях, не раз вместе со своими бойцами под вражеским огнём организовывал ремонт и эвакуацию повреждённой техники. В одном из сражений Лавров на себе вытащил из автомобиля в безопасное место раненого водителя, после чего оказал ему медицинскую помощь. Вернувшись к оставленному автомобилю, он убрал его с дороги, дав возможность колонне продолжить движение. Кроме того, в тот день Лавров лично уничтожил 1 моджахеда.
15 июня 1984 года в бою у населённого пункта Кваш Лавров со своим подразделением участвовал в операции по разгрому вражеского формирования. Вместе с группой бойцов он вышел на ремонт подбитого в ходе боестолкновения танка. Вытаскивая раненых членов экипажа, Лавров попал под вражеский пулемётный огонь и был смертельно ранен.
Похоронен на Успенском кладбище города Челябинска.
Указом Президиума Верховного Совета СССР гвардии лейтенант Сергей Степанович Лавров посмертно был удостоен ордена Красной Звезды.

## Память
- В честь Лаврова названа улица в посёлке Вавиловец Сосновского района Челябинской области.
- На здании средней школы № 69 города Челябинска, где учился Лавров, установлена мемориальная доска.